# Jeffers Garden
Jeffers Garden az Amerikai Egyesült Államok északnyugati részén, Oregon állam Clatsop megyéjében elhelyezkedő statisztikai település. A 2020. évi népszámlálási adatok alapján 424 lakosa van. Területe 1,46 km², melynek 100%-a szárazföld.

## Népesség
A 2010-es népszámláláskor 368 lakója, 145 háztartása és 82 családja volt. A népsűrűség 250 fő/km². A lakóegységek száma 160, sűrűségük 109,6 db/km². A lakosok 90,2%-a fehér, 0,8%-a afroamerikai, 1,4%-a indián, 4,6%-a egyéb-, 3% pedig kettő vagy több etnikumú. A spanyol vagy latino származásúak aránya 9% (6,3% mexikói, 2,7% pedig egyéb spanyol/latino származású).
A háztartások 29%-ában élt 18 évnél fiatalabb. 45,5% házas, 5,5% egyedülálló nő, 5,5% pedig egyedülálló férfi; 43,4% pedig nem család. 35,9% egyedül élt; 12,5%-uk 65 éves vagy idősebb. Egy háztartásban átlagosan 2,54 személy élt; a családok átlagmérete 3,4 fő.
A medián életkor 39,6 év volt. A város lakóinak 28%-a 18 évesnél fiatalabb, 4,1% 18 és 24 év közötti, 26,5%-uk 25 és 44 év közötti, 30%-uk 45 és 64 év közötti, 11,4%-uk pedig 65 éves vagy idősebb. A lakosok 55,4%-a férfi, 44,6%-uk pedig nő.